# Virginia's Blue Ridge–TWENTY24
El Virginia's Blue Ridge–TWENTY24 és un equip ciclista femení estatunidenc. Creat al 2005, va aconseguir la categoria UCI Women's Team el 2012. Des del 2020 l'equip està enfocat a la preparació de ciclistes de cara els Jocs Olímpics d'Estiu de 2024

## Classificacions UCI

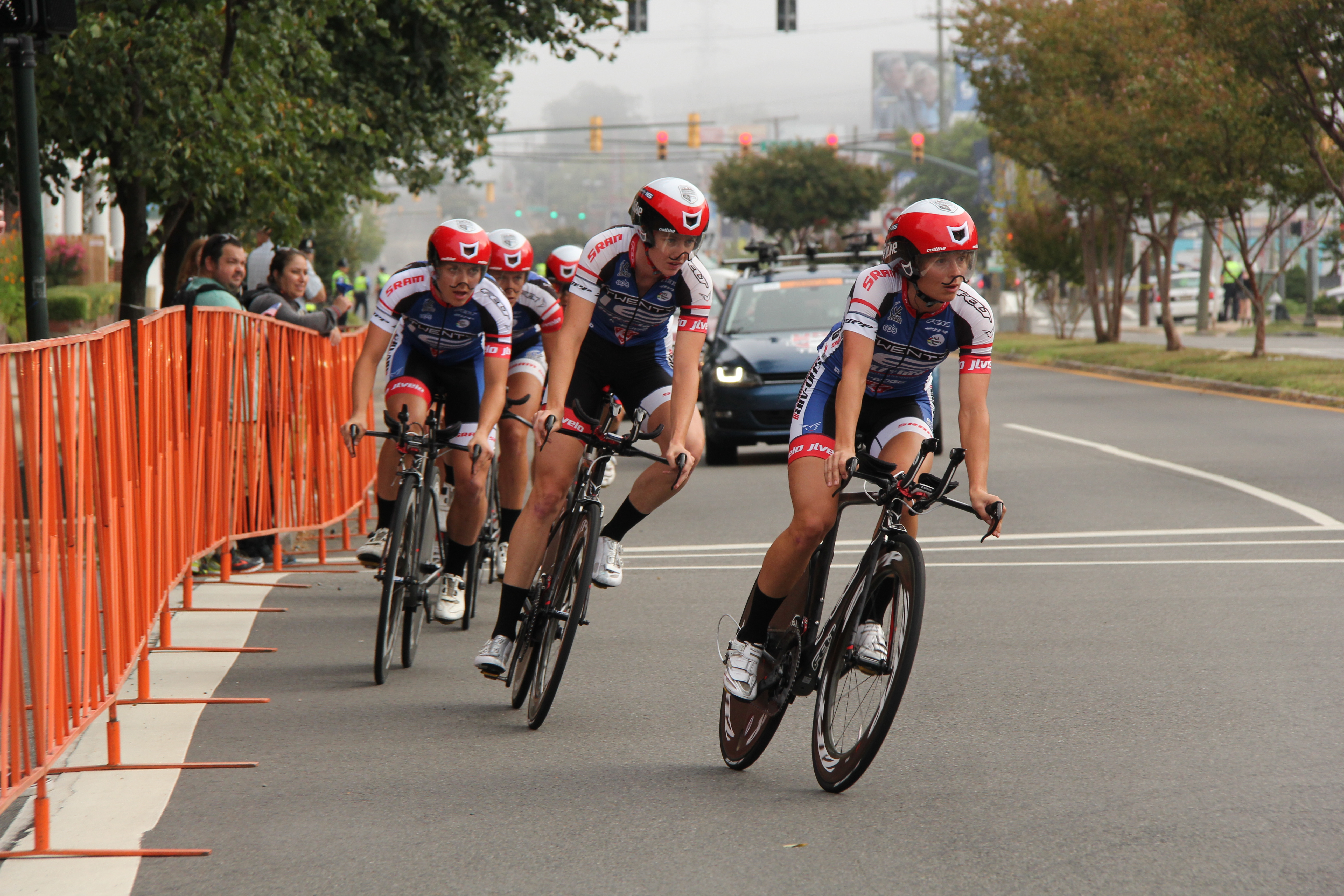
L'equip al 2015

Aquesta taula mostra la plaça de l'equip a la classificació de la Unió Ciclista Internacional a final de temporada i també la millor ciclista en la classificació individual de cada temporada.
| Rànquing UCI | Rànquing UCI     | Rànquing UCI                 | Rànquing UCI |
| Any          | Rànquing d'equip | Millor ciclista al rànquing  |              |
| ------------ | ---------------- | ---------------------------- | ------------ |
| 2012         | 11è              | Kristin Armstrong (31è)      |              |
| 2013         | 23è              | Mara Abbott (50è)            |              |
| 2015         | 17è              | Lauren Komanski (67è)        |              |
| 2016         | 16è              | Kristin Armstrong (37è)      |              |
| 2017         | 22è              | Leah Thomas (52è)            |              |
| 2018         | 32è              | Marlies Mejías García (134è) |              |
| 2019         | 23è              | Chloé Dygert (23è)           |              |
|              |                  |                              |              |
| Font: UCI    |                  |                              |              |

El 2015 l'equip va participar en la Copa del món
| Copa del Món | Copa del Món     | Copa del Món                | Copa del Món |
| Any          | Rànquing d'equip | Millor ciclista al rànquing |              |
| ------------ | ---------------- | --------------------------- | ------------ |
| 2015         | 24è              | Lauren Komanski (58è)       |              |
|              |                  |                             |              |
| Font: UCI    |                  |                             |              |

A partir del 2015, l'UCI Women's WorldTour va substituir la copa del món
| UCI World Tour | UCI World Tour   | UCI World Tour              | UCI World Tour |
| Any            | Rànquing d'equip | Millor ciclista al rànquing |                |
| -------------- | ---------------- | --------------------------- | -------------- |
| 2016           | 15è              | Kristin Armstrong (41è)     |                |
| 2017           | 29è              | Leah Thomas (94è)           |                |
| 2018           | 31è              | Jennifer Valente (134è)     |                |
| 2019           | 27è              | Emma Grant (102è)           |                |
|                |                  |                             |                |
| Font: UCI      |                  |                             |                |

## Composició de l'equip
| \| Llista de l'equip 2012 \| Llista de l'equip 2012 \| Llista de l'equip 2012 \| Llista de l'equip 2012 \| \| Ciclista \| Data de naixement \| Equip previ \| \| \| ---------------------- \| ---------------------- \| ----------------------------- \| ---------------------- \| \| Kaitlin Antonneau \| 1 de gener de 1992 \| \| \| \| Kristin Armstrong \| 11 de agost de 1973 \| Cervélo TestTeam (2009) \| \| \| Theresa Cliff-Ryan \| 19 de juny de 1978 \| Colavita Forno d'Asolo (2011) \| \| \| Jacquelyn Crowell \| 16 de febrer de 1988 \| \| \| \| Andrea Dvorak \| 9 de octubre de 1980 \| Colavita Forno d'Asolo (2011) \| \| \| Kristin McGrath \| 21 de octubre de 1982 \| \| \| \| Greta Neimanas \| 4 de maig de 1988 \| \| \| \| Coryn Rivera \| 26 de agost de 1992 \| \| \| \| Rhae-Christie Shaw \| 27 de novembre de 1975 \| \| \| \| Alison Tetrick \| 4 de abril de 1985 \| Tibco-To the Top (2010) \| \| \| Tayler Wiles \| 20 de juliol de 1989 \| \| \| \| \| \| \| \| \| Font: UCI \| \| \| \| |                        |                               |  |
| Llista de l'equip 2012 |                        |                               |  |
| Ciclista | Data de naixement      | Equip previ                   |  |
| Kaitlin Antonneau | 1 de gener de 1992     |                               |  |
| Kristin Armstrong | 11 de agost de 1973    | Cervélo TestTeam (2009)       |  |
| Theresa Cliff-Ryan | 19 de juny de 1978     | Colavita Forno d'Asolo (2011) |  |
| Jacquelyn Crowell | 16 de febrer de 1988   |                               |  |
| Andrea Dvorak | 9 de octubre de 1980   | Colavita Forno d'Asolo (2011) |  |
| Kristin McGrath | 21 de octubre de 1982  |                               |  |
| Greta Neimanas | 4 de maig de 1988      |                               |  |
| Coryn Rivera | 26 de agost de 1992    |                               |  |
| Rhae-Christie Shaw | 27 de novembre de 1975 |                               |  |
| Alison Tetrick | 4 de abril de 1985     | Tibco-To the Top (2010)       |  |
| Tayler Wiles | 20 de juliol de 1989   |                               |  |
| |                        |                               |  |
| Font: UCI |                        |                               |  |

| \| Llista de l'equip 2013 \| Llista de l'equip 2013 \| Llista de l'equip 2013 \| Llista de l'equip 2013 \| \| Ciclista \| Data de naixement \| Equip previ \| \| \| ---------------------- \| ---------------------- \| ----------------------------------- \| ---------------------- \| \| Mara Abbott \| 14 de novembre de 1985 \| Diadora-Pasta Zara (2011) \| \| \| Kaitlin Antonneau \| 1 de gener de 1992 \| Exergy Twenty16 (2013) \| \| \| Rebecca Balboni \| 24 de agost de 1980 \| \| \| \| Jacquelyn Crowell \| 16 de febrer de 1988 \| \| \| \| Andrea Dvorak \| 9 de octubre de 1980 \| Colavita Forno d'Asolo (2011) \| \| \| Heather Fischer \| 28 de novembre de 1988 \| \| \| \| Christa Ghent \| 9 de abril de 1990 \| \| \| \| Kristin McGrath \| 21 de octubre de 1982 \| \| \| \| Greta Neimanas \| 4 de maig de 1988 \| \| \| \| Kayla Sterling \| 13 de gener de 1994 \| \| \| \| Lauren Tamayo \| 26 de octubre de 1983 \| Palo Alto Bicycle Shop-Tibco (2009) \| \| \| Alison Tetrick \| 4 de abril de 1985 \| Tibco-To the Top (2010) \| \| \| Jennifer Valente \| 24 de desembre de 1994 \| \| \| \| \| \| \| \| \| Font: UCI \| \| \| \| |                        |                                     |  |
| Llista de l'equip 2013 |                        |                                     |  |
| Ciclista | Data de naixement      | Equip previ                         |  |
| Mara Abbott | 14 de novembre de 1985 | Diadora-Pasta Zara (2011)           |  |
| Kaitlin Antonneau | 1 de gener de 1992     | Exergy Twenty16 (2013)              |  |
| Rebecca Balboni | 24 de agost de 1980    |                                     |  |
| Jacquelyn Crowell | 16 de febrer de 1988   |                                     |  |
| Andrea Dvorak | 9 de octubre de 1980   | Colavita Forno d'Asolo (2011)       |  |
| Heather Fischer | 28 de novembre de 1988 |                                     |  |
| Christa Ghent | 9 de abril de 1990     |                                     |  |
| Kristin McGrath | 21 de octubre de 1982  |                                     |  |
| Greta Neimanas | 4 de maig de 1988      |                                     |  |
| Kayla Sterling | 13 de gener de 1994    |                                     |  |
| Lauren Tamayo | 26 de octubre de 1983  | Palo Alto Bicycle Shop-Tibco (2009) |  |
| Alison Tetrick | 4 de abril de 1985     | Tibco-To the Top (2010)             |  |
| Jennifer Valente | 24 de desembre de 1994 |                                     |  |
| |                        |                                     |  |
| Font: UCI |                        |                                     |  |

| \| Llista de l'equip 2014 \| Llista de l'equip 2014 \| Llista de l'equip 2014 \| Llista de l'equip 2014 \| \| Ciclista \| Data de naixement \| Equip previ \| \| \| ---------------------- \| ---------------------- \| ------------------------------------- \| ---------------------- \| \| Lex Albrecht \| 6 de abril de 1987 \| Optum-Kelly Benefit Strategies (2012) \| \| \| Kaitlin Antonneau \| 1 de gener de 1992 \| Twenty16 (2014) \| \| \| Sofía Arreola Navarro \| 22 de abril de 1991 \| \| \| \| Kathryn Donovan \| 29 de gener de 1982 \| \| \| \| Allie Dragoo \| 17 de desembre de 1989 \| \| \| \| Amber Gaffney \| 27 de desembre de 1982 \| Optum-Kelly Benefit Strategies (2013) \| \| \| Lauren Komanski \| 17 de juny de 1985 \| \| \| \| Mary Elizabeth Maroon \| 7 de octubre de 1977 \| \| \| \| Kristin McGrath \| 21 de octubre de 1982 \| \| \| \| Abigail Mickey \| 3 de juliol de 1990 \| \| \| \| Greta Neimanas \| 4 de maig de 1988 \| \| \| \| Alison Jackson \| 14 de desembre de 1988 \| \| \| \| Jennifer Valente \| 24 de desembre de 1994 \| \| \| \| \| \| \| \| \| Font: UCI \| \| \| \| |                        |                                       |  |
| Llista de l'equip 2014 |                        |                                       |  |
| Ciclista | Data de naixement      | Equip previ                           |  |
| Lex Albrecht | 6 de abril de 1987     | Optum-Kelly Benefit Strategies (2012) |  |
| Kaitlin Antonneau | 1 de gener de 1992     | Twenty16 (2014)                       |  |
| Sofía Arreola Navarro | 22 de abril de 1991    |                                       |  |
| Kathryn Donovan | 29 de gener de 1982    |                                       |  |
| Allie Dragoo | 17 de desembre de 1989 |                                       |  |
| Amber Gaffney | 27 de desembre de 1982 | Optum-Kelly Benefit Strategies (2013) |  |
| Lauren Komanski | 17 de juny de 1985     |                                       |  |
| Mary Elizabeth Maroon | 7 de octubre de 1977   |                                       |  |
| Kristin McGrath | 21 de octubre de 1982  |                                       |  |
| Abigail Mickey | 3 de juliol de 1990    |                                       |  |
| Greta Neimanas | 4 de maig de 1988      |                                       |  |
| Alison Jackson | 14 de desembre de 1988 |                                       |  |
| Jennifer Valente | 24 de desembre de 1994 |                                       |  |
| |                        |                                       |  |
| Font: UCI |                        |                                       |  |

| \| Llista de l'equip 2015 \| Llista de l'equip 2015 \| Llista de l'equip 2015 \| Llista de l'equip 2015 \| \| Ciclista \| Data de naixement \| Equip previ \| \| \| ---------------------------------- \| ---------------------- \| ------------------------------------- \| ---------------------- \| \| Kaitlin Antonneau \| 1 de gener de 1992 \| Twenty16-Sho-Air (2015) \| \| \| Allison Arensman \| 19 de març de 1994 \| \| \| \| Jessica Cerra \| 1 de maig de 1982 \| \| \| \| Allie Dragoo \| 17 de desembre de 1989 \| \| \| \| Andrea Dvorak \| 9 de octubre de 1980 \| Tibco-To the Top (2014) \| \| \| Lauren Hall \| 2 de febrer de 1979 \| Optum-Kelly Benefit Strategies (2014) \| \| \| Alison Jackson \| 14 de desembre de 1988 \| \| \| \| Lauren Komanski \| 17 de juny de 1985 \| \| \| \| Carmen Small (1 de gen–25 de juny) \| 22 de abril de 1980 \| Specialized-Lululemon (2014) \| \| \| \| \| \| \| \| Font: UCI \| \| \| \| |                        |                                       |  |
| Llista de l'equip 2015 |                        |                                       |  |
| Ciclista | Data de naixement      | Equip previ                           |  |
| Kaitlin Antonneau | 1 de gener de 1992     | Twenty16-Sho-Air (2015)               |  |
| Allison Arensman | 19 de març de 1994     |                                       |  |
| Jessica Cerra | 1 de maig de 1982      |                                       |  |
| Allie Dragoo | 17 de desembre de 1989 |                                       |  |
| Andrea Dvorak | 9 de octubre de 1980   | Tibco-To the Top (2014)               |  |
| Lauren Hall | 2 de febrer de 1979    | Optum-Kelly Benefit Strategies (2014) |  |
| Alison Jackson | 14 de desembre de 1988 |                                       |  |
| Lauren Komanski | 17 de juny de 1985     |                                       |  |
| Carmen Small (1 de gen–25 de juny) | 22 de abril de 1980    | Specialized-Lululemon (2014)          |  |
| |                        |                                       |  |
| Font: UCI |                        |                                       |  |

| \| Llista de l'equip 2016 \| Llista de l'equip 2016 \| Llista de l'equip 2016 \| Llista de l'equip 2016 \| \| Ciclista \| Data de naixement \| Equip previ \| \| \| ---------------------- \| ---------------------- \| ----------------------------------------- \| ---------------------- \| \| Kaitlin Antonneau \| 1 de gener de 1992 \| Twenty16-Ridebiker (2016) \| \| \| Allison Arensman \| 19 de març de 1994 \| \| \| \| Kristin Armstrong \| 11 de agost de 1973 \| Cervélo TestTeam (2009) \| \| \| Sofía Arreola Navarro \| 22 de abril de 1991 \| \| \| \| Jessica Cerra \| 1 de maig de 1982 \| \| \| \| Janelle Cole \| 19 de octubre de 1996 \| Fearless Femme-Haute Wheels Racing (2015) \| \| \| Allie Dragoo \| 17 de desembre de 1989 \| \| \| \| Chloé Dygert \| 1 de gener de 1997 \| \| \| \| Alison Jackson \| 14 de desembre de 1988 \| \| \| \| Jennifer Tetrick \| 15 de novembre de 1981 \| \| \| \| Leah Thomas \| 30 de maig de 1989 \| \| \| \| \| \| \| \| \| Font: UCI \| \| \| \| |                        |                                           |  |
| Llista de l'equip 2016 |                        |                                           |  |
| Ciclista | Data de naixement      | Equip previ                               |  |
| Kaitlin Antonneau | 1 de gener de 1992     | Twenty16-Ridebiker (2016)                 |  |
| Allison Arensman | 19 de març de 1994     |                                           |  |
| Kristin Armstrong | 11 de agost de 1973    | Cervélo TestTeam (2009)                   |  |
| Sofía Arreola Navarro | 22 de abril de 1991    |                                           |  |
| Jessica Cerra | 1 de maig de 1982      |                                           |  |
| Janelle Cole | 19 de octubre de 1996  | Fearless Femme-Haute Wheels Racing (2015) |  |
| Allie Dragoo | 17 de desembre de 1989 |                                           |  |
| Chloé Dygert | 1 de gener de 1997     |                                           |  |
| Alison Jackson | 14 de desembre de 1988 |                                           |  |
| Jennifer Tetrick | 15 de novembre de 1981 |                                           |  |
| Leah Thomas | 30 de maig de 1989     |                                           |  |
| |                        |                                           |  |
| Font: UCI |                        |                                           |  |

| \| Llista de l'equip 2017 \| Llista de l'equip 2017 \| Llista de l'equip 2017 \| Llista de l'equip 2017 \| \| Ciclista \| Data de naixement \| Equip previ \| \| \| -------------------------------------- \| ---------------------- \| ------------------------ \| ---------------------- \| \| Sofía Arreola Navarro \| 22 de abril de 1991 \| \| \| \| Holly Breck \| 27 de maig de 1992 \| \| \| \| Chloé Dygert \| 1 de gener de 1997 \| \| \| \| Annie Foreman-Mackey \| 26 de juny de 1991 \| The Cyclery-Opus (2016) \| \| \| Jasmin Glaesser \| 8 de juliol de 1992 \| Rally Cycling (2016) \| \| \| Nina Marie Laughlin \| 8 de desembre de 1991 \| Visit Dallas DNA (2016) \| \| \| Shayna Powless \| 8 de gener de 1994 \| \| \| \| Stephanie Roorda \| 3 de desembre de 1986 \| SAS-Mazda-Macogep (2015) \| \| \| Gretchen Stumhofer \| 10 de abril de 1989 \| Colavita-Bianchi (2016) \| \| \| Leah Thomas \| 30 de maig de 1989 \| \| \| \| Jennifer Valente (5 de maig–31 de des) \| 24 de desembre de 1994 \| \| \| \| Allie Dragoo (13 de juny–31 de des) \| 17 de desembre de 1989 \| \| \| \| \| \| \| \| \| Font: UCI \| \| \| \| |                        |                          |  |
| Llista de l'equip 2017 |                        |                          |  |
| Ciclista | Data de naixement      | Equip previ              |  |
| Sofía Arreola Navarro | 22 de abril de 1991    |                          |  |
| Holly Breck | 27 de maig de 1992     |                          |  |
| Chloé Dygert | 1 de gener de 1997     |                          |  |
| Annie Foreman-Mackey | 26 de juny de 1991     | The Cyclery-Opus (2016)  |  |
| Jasmin Glaesser | 8 de juliol de 1992    | Rally Cycling (2016)     |  |
| Nina Marie Laughlin | 8 de desembre de 1991  | Visit Dallas DNA (2016)  |  |
| Shayna Powless | 8 de gener de 1994     |                          |  |
| Stephanie Roorda | 3 de desembre de 1986  | SAS-Mazda-Macogep (2015) |  |
| Gretchen Stumhofer | 10 de abril de 1989    | Colavita-Bianchi (2016)  |  |
| Leah Thomas | 30 de maig de 1989     |                          |  |
| Jennifer Valente (5 de maig–31 de des) | 24 de desembre de 1994 |                          |  |
| Allie Dragoo (13 de juny–31 de des) | 17 de desembre de 1989 |                          |  |
| |                        |                          |  |
| Font: UCI |                        |                          |  |

| \| Llista de l'equip 2018 \| Llista de l'equip 2018 \| Llista de l'equip 2018 \| Llista de l'equip 2018 \| \| Ciclista \| Data de naixement \| Equip previ \| \| \| ---------------------- \| ---------------------- \| --------------------------------- \| ---------------------- \| \| Sofía Arreola Navarro \| 22 de abril de 1991 \| \| \| \| Erica Clevenger \| 30 de abril de 1994 \| Visit Dallas DNA (2017) \| \| \| Margot Clyne \| 27 de febrer de 1995 \| \| \| \| Larissa Connors \| 22 de gener de 1986 \| \| \| \| Allie Dragoo \| 17 de desembre de 1989 \| Cervélo Bigla (2017) \| \| \| Chloé Dygert \| 1 de gener de 1997 \| \| \| \| Jasmin Glaesser \| 8 de juliol de 1992 \| Rally Cycling (2016) \| \| \| Marlies Mejías García \| 29 de desembre de 1992 \| Weber Shimano Ladies Power (2017) \| \| \| Danielle Morshead \| 26 de setembre de 1996 \| \| \| \| Shayna Powless \| 8 de gener de 1994 \| \| \| \| Stephanie Roorda \| 3 de desembre de 1986 \| SAS-Mazda-Macogep (2015) \| \| \| Georgia Simmerling \| 11 de març de 1989 \| \| \| \| Jennifer Valente \| 24 de desembre de 1994 \| \| \| \| Jamie Whitmore \| 4 de maig de 1976 \| \| \| \| Scotti Lechuga \| 7 de gener de 1983 \| Hagens Berman-Supermint (2017) \| \| \| \| \| \| \| \| Font: UCI \| \| \| \| |                        |                                   |  |
| Llista de l'equip 2018 |                        |                                   |  |
| Ciclista | Data de naixement      | Equip previ                       |  |
| Sofía Arreola Navarro | 22 de abril de 1991    |                                   |  |
| Erica Clevenger | 30 de abril de 1994    | Visit Dallas DNA (2017)           |  |
| Margot Clyne | 27 de febrer de 1995   |                                   |  |
| Larissa Connors | 22 de gener de 1986    |                                   |  |
| Allie Dragoo | 17 de desembre de 1989 | Cervélo Bigla (2017)              |  |
| Chloé Dygert | 1 de gener de 1997     |                                   |  |
| Jasmin Glaesser | 8 de juliol de 1992    | Rally Cycling (2016)              |  |
| Marlies Mejías García | 29 de desembre de 1992 | Weber Shimano Ladies Power (2017) |  |
| Danielle Morshead | 26 de setembre de 1996 |                                   |  |
| Shayna Powless | 8 de gener de 1994     |                                   |  |
| Stephanie Roorda | 3 de desembre de 1986  | SAS-Mazda-Macogep (2015)          |  |
| Georgia Simmerling | 11 de març de 1989     |                                   |  |
| Jennifer Valente | 24 de desembre de 1994 |                                   |  |
| Jamie Whitmore | 4 de maig de 1976      |                                   |  |
| Scotti Lechuga | 7 de gener de 1983     | Hagens Berman-Supermint (2017)    |  |
| |                        |                                   |  |
| Font: UCI |                        |                                   |  |

| \| Llista de l'equip 2019 \| Llista de l'equip 2019 \| Llista de l'equip 2019 \| Llista de l'equip 2019 \| \| Ciclista \| Data de naixement \| Equip previ \| \| \| ---------------------- \| ---------------------- \| ------------------------------ \| ---------------------- \| \| Sofía Arreola Navarro \| 22 de abril de 1991 \| \| \| \| Simone Boilard \| 21 de juliol de 2000 \| \| \| \| Erica Clevenger \| 30 de abril de 1994 \| Sho-Air Twenty20 (2019) \| \| \| Margot Clyne \| 27 de febrer de 1995 \| Sho-Air Twenty20 (2019) \| \| \| Allie Dragoo \| 17 de desembre de 1989 \| Cervélo Bigla (2017) \| \| \| Jasmin Glaesser \| 8 de juliol de 1992 \| Sho-Air Twenty20 (2019) \| \| \| Chloé Dygert \| 1 de gener de 1997 \| Sho-Air Twenty20 (2019) \| \| \| Jennifer Luebke \| 1 de abril de 1986 \| Hagens Berman-Supermint (2018) \| \| \| Shayna Powless \| 8 de gener de 1994 \| Sho-Air Twenty20 (2019) \| \| \| Stephanie Roorda \| 3 de desembre de 1986 \| Sho-Air Twenty20 (2019) \| \| \| Jennifer Valente \| 24 de desembre de 1994 \| \| \| \| Melanie Wong \| 24 de maig de 1985 \| \| \| \| \| \| \| \| \| Font: UCI \| \| \| \|Nota: Sofía Arreola Navarro |                        |                                |  |
| Llista de l'equip 2019 |                        |                                |  |
| Ciclista | Data de naixement      | Equip previ                    |  |
| Sofía Arreola Navarro | 22 de abril de 1991    |                                |  |
| Simone Boilard | 21 de juliol de 2000   |                                |  |
| Erica Clevenger | 30 de abril de 1994    | Sho-Air Twenty20 (2019)        |  |
| Margot Clyne | 27 de febrer de 1995   | Sho-Air Twenty20 (2019)        |  |
| Allie Dragoo | 17 de desembre de 1989 | Cervélo Bigla (2017)           |  |
| Jasmin Glaesser | 8 de juliol de 1992    | Sho-Air Twenty20 (2019)        |  |
| Chloé Dygert | 1 de gener de 1997     | Sho-Air Twenty20 (2019)        |  |
| Jennifer Luebke | 1 de abril de 1986     | Hagens Berman-Supermint (2018) |  |
| Shayna Powless | 8 de gener de 1994     | Sho-Air Twenty20 (2019)        |  |
| Stephanie Roorda | 3 de desembre de 1986  | Sho-Air Twenty20 (2019)        |  |
| Jennifer Valente | 24 de desembre de 1994 |                                |  |
| Melanie Wong | 24 de maig de 1985     |                                |  |
| |                        |                                |  |
| Font: UCI |                        |                                |  |